# Zeche Hannover
Die Zeche Hannover in Bochum war ein Steinkohlen-Bergwerk und gehört heute zu den acht LWL-Museen für Industriekultur des Landschaftsverbandes Westfalen-Lippe. Das Bergwerk besaß insgesamt sechs Schächte, die in zwei Schachtanlagen zusammengefasst waren (1/2/5 und 3/4/6).

## Aufbau der Zeche (1847–1872)

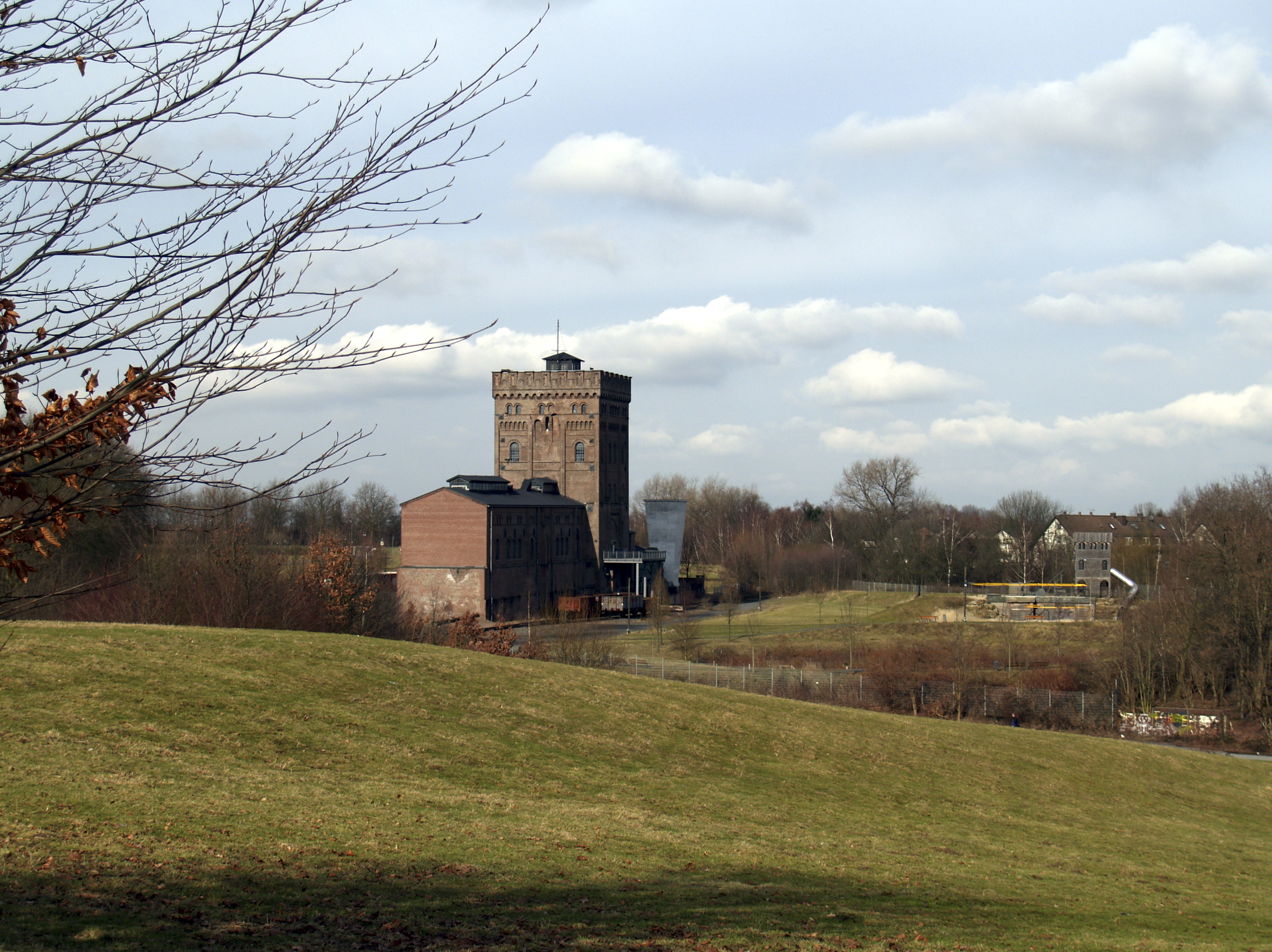
Fördermaschinenhaus und Schachtgebäude. Der graue Turm rechts und die gelbe Einschienenhängebahn gehören zur Zeche Knirps. (Foto: 2006)

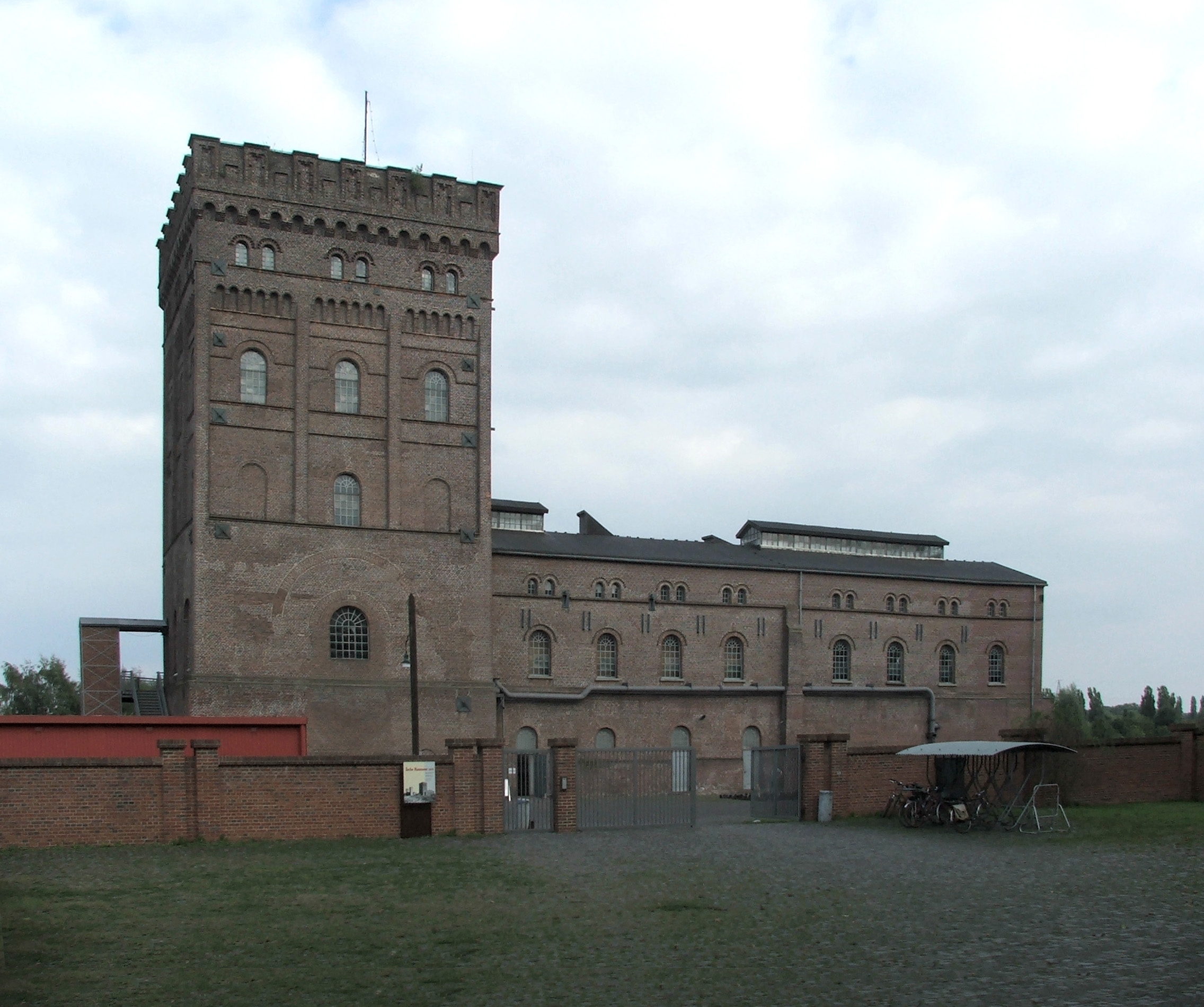
Malakow-Turm über Schacht 1 und das angebaute Fördermaschinengebäude (Foto: 2007)

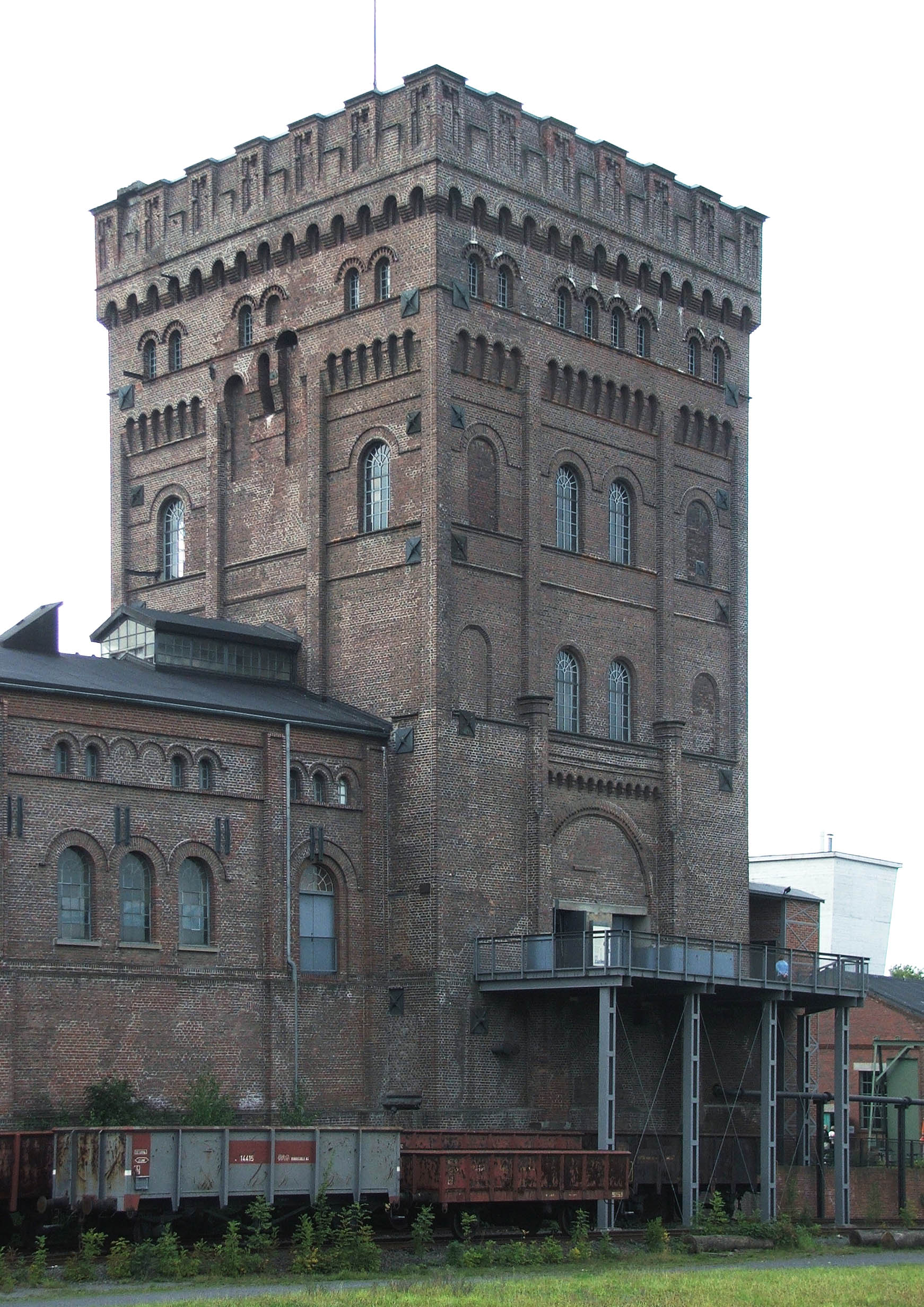
Malakow-Turm von der Rückseite des Gebäudes aus (Foto: 2007)

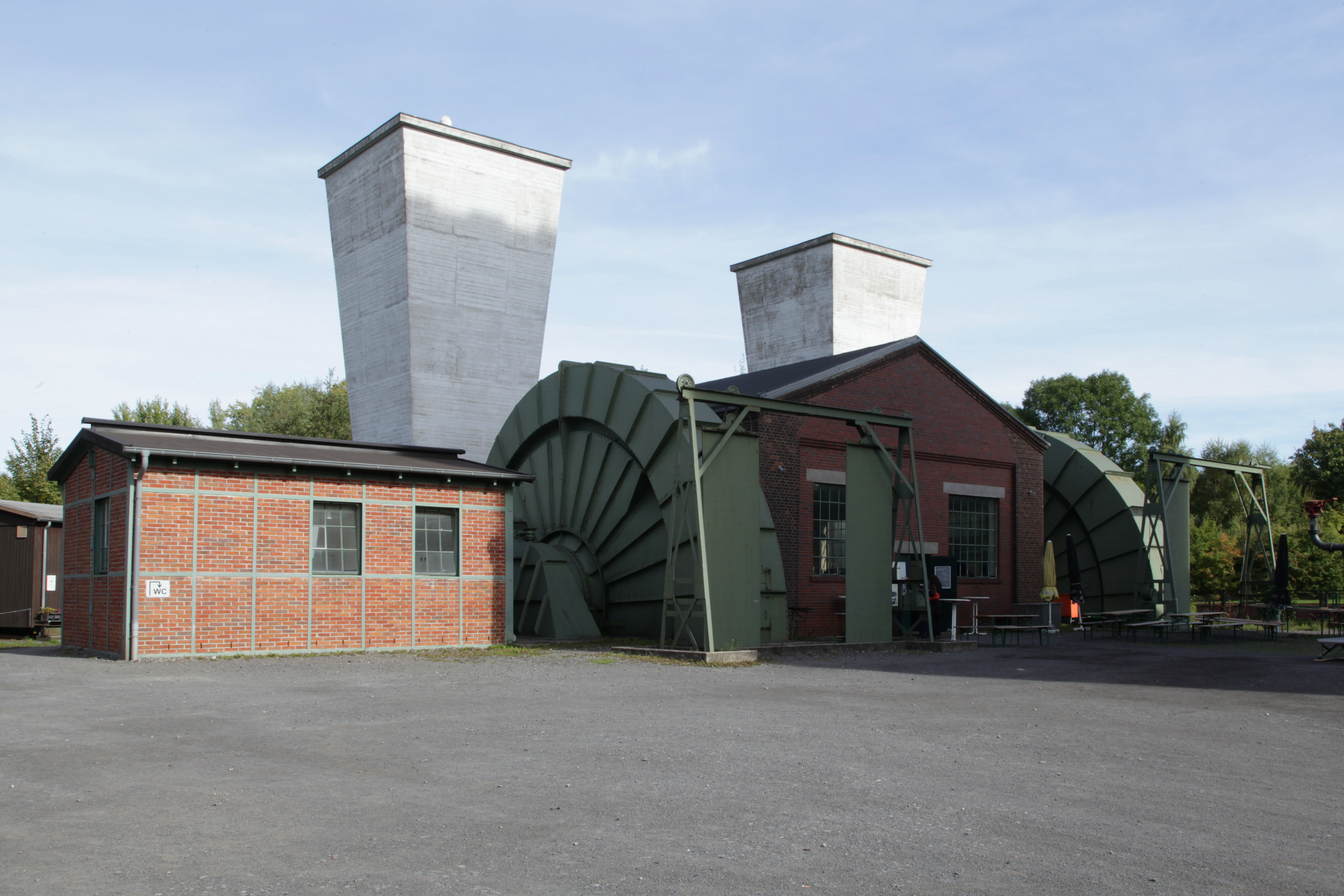
Grubenlüfter mit Austrittsdiffusoren (Foto: 2013)

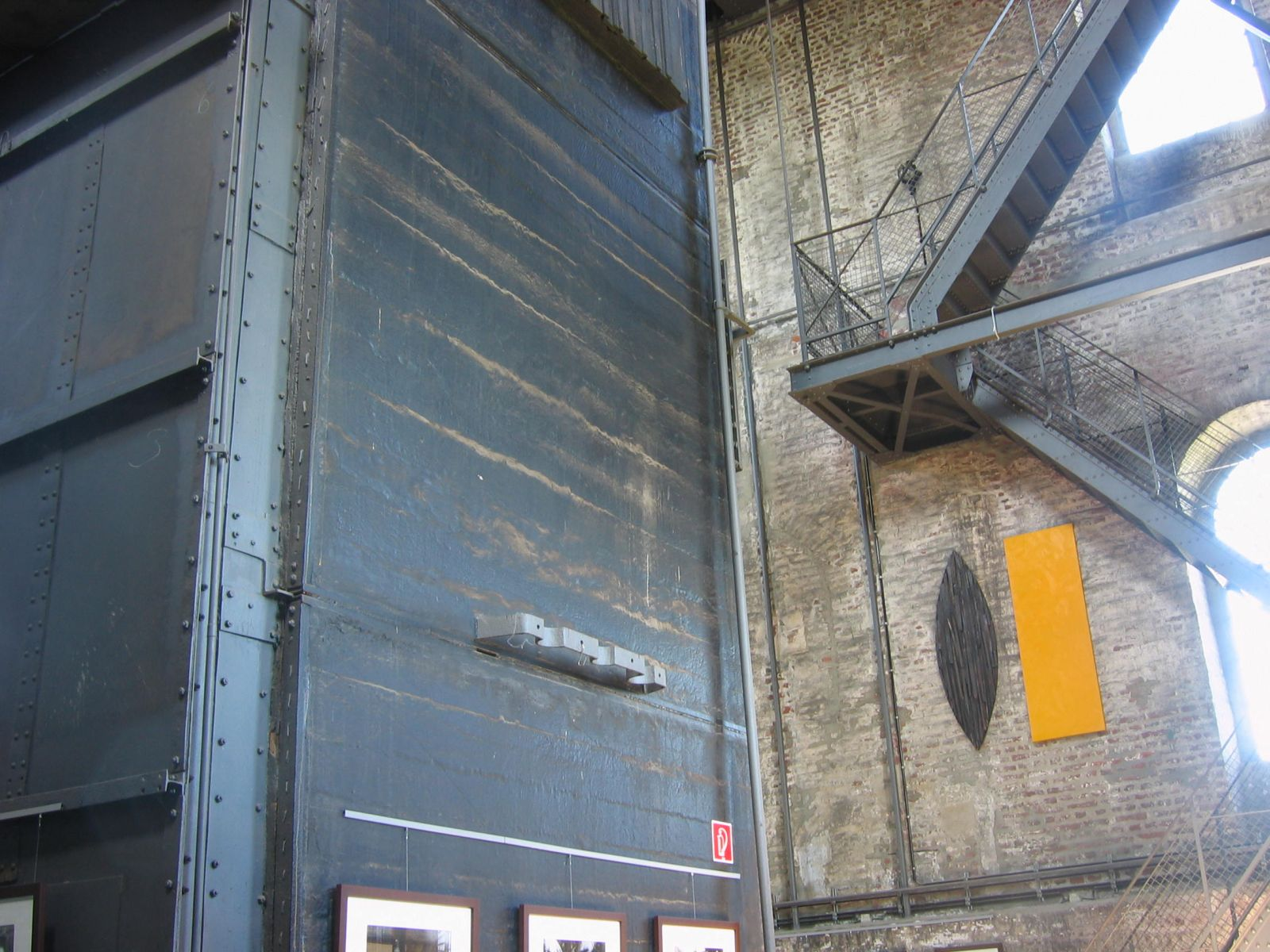
Innenraum des Malakow-Turms

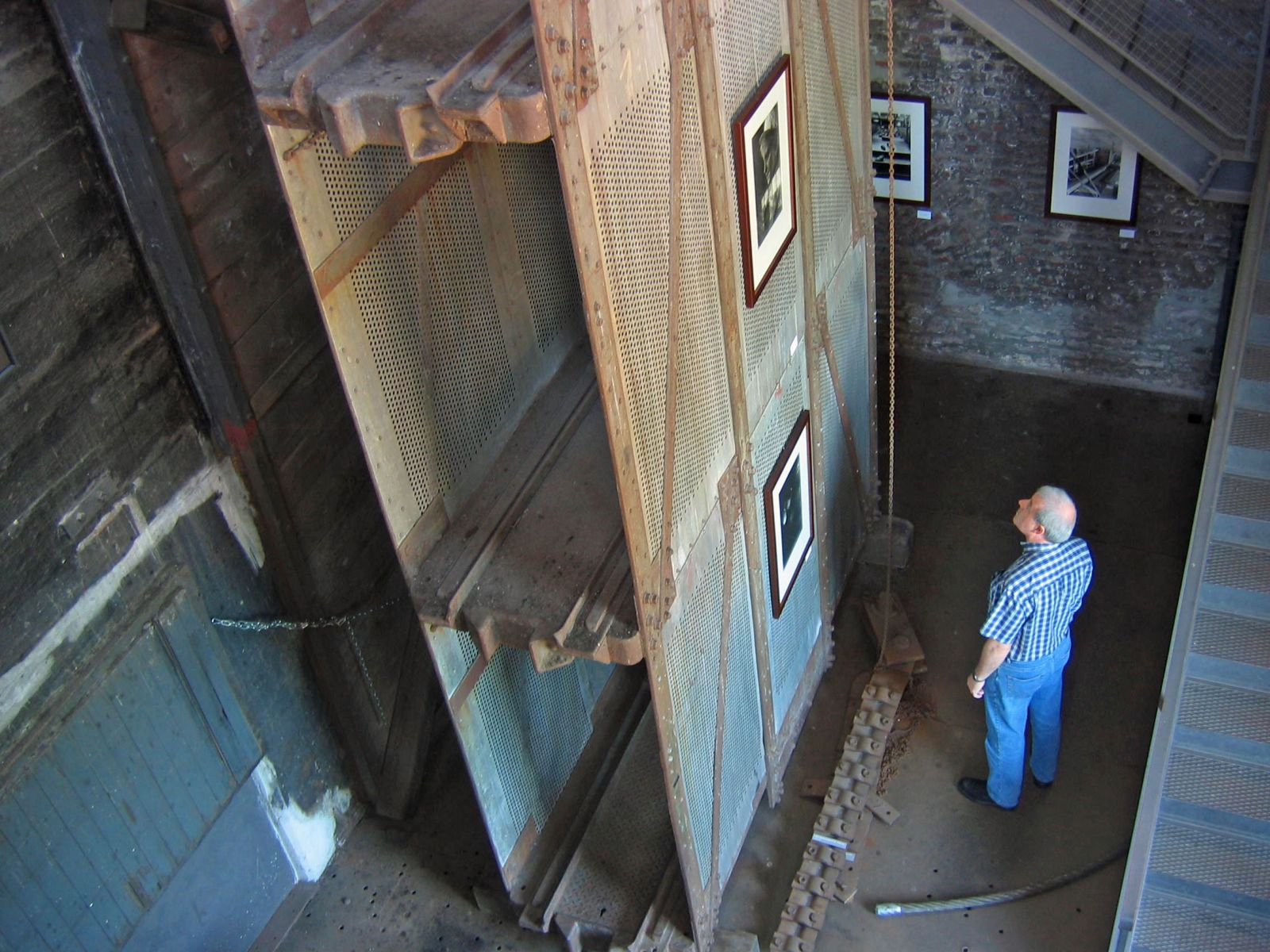
Dreietagiges Fördergestell

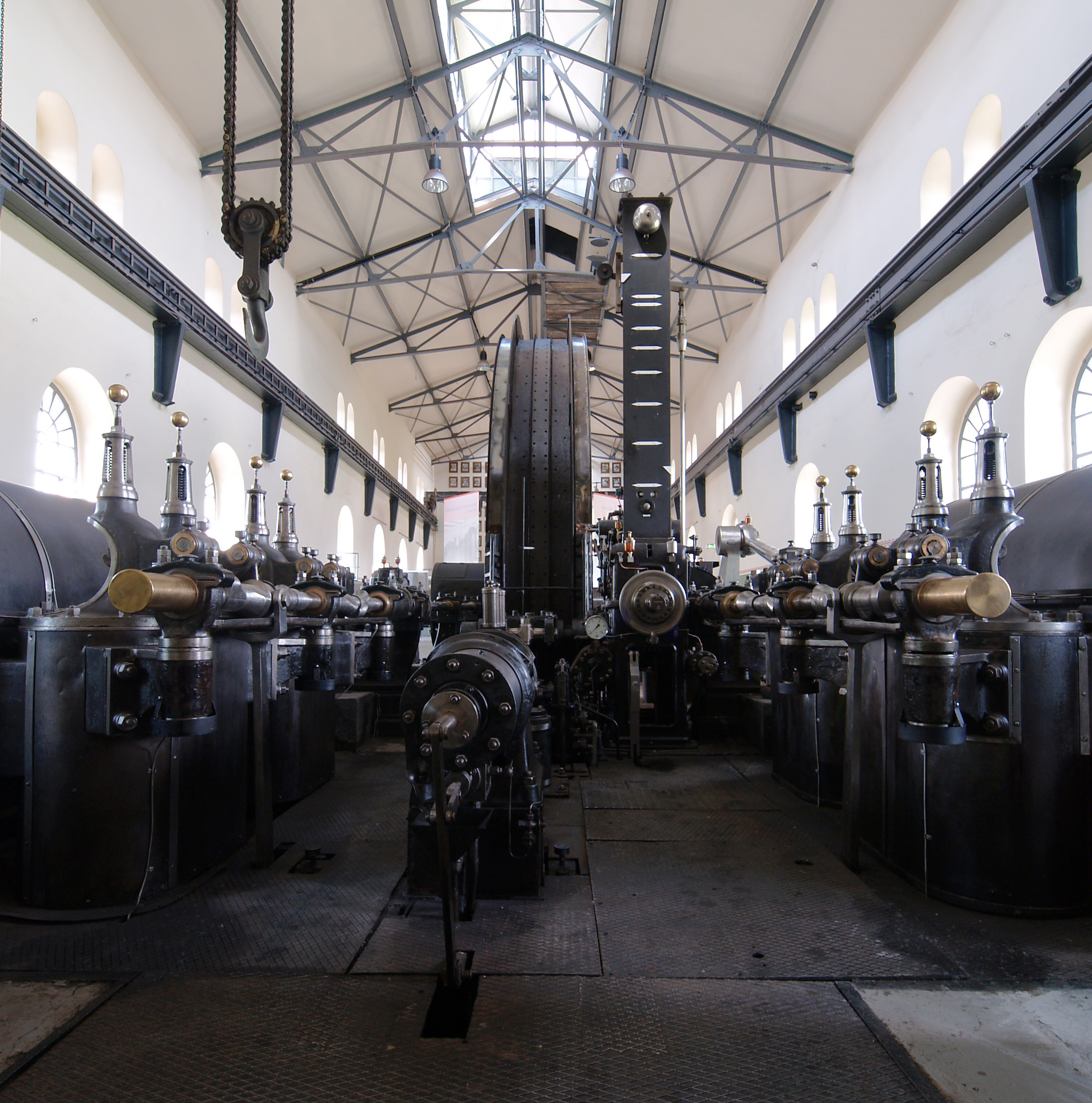
Die restaurierte Fördermaschine von Schacht 1. In der Bildmitte die Treibscheibe (Koepe-Scheibe), über deren Mitte das Förderseil lief, das durch die Dachöffnungen zu den Seilscheiben in der Turmspitze und von dort in den Schacht geführt war (Foto: 2006)

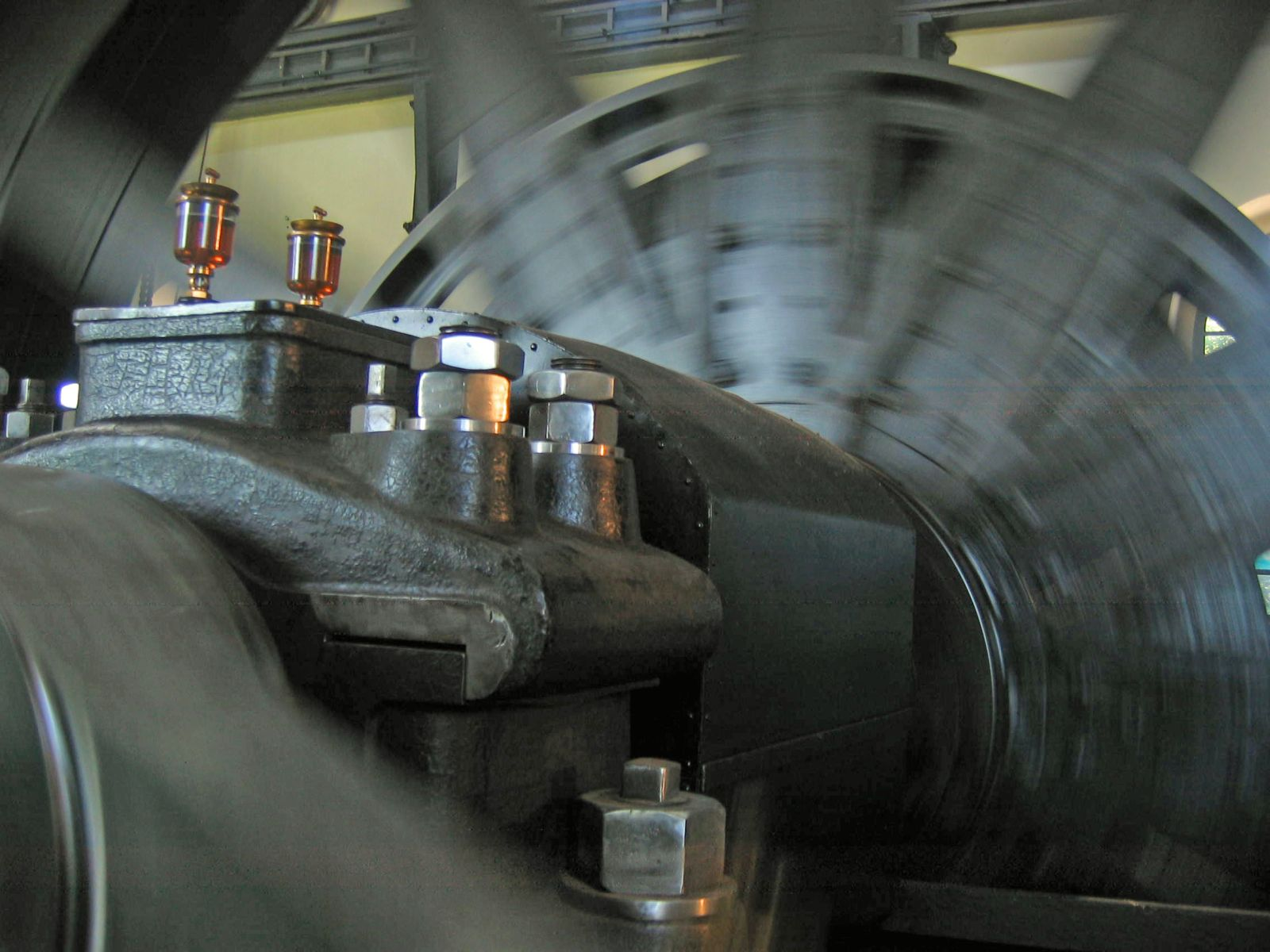
Lager der Treibscheibe (Koepe-Scheibe)

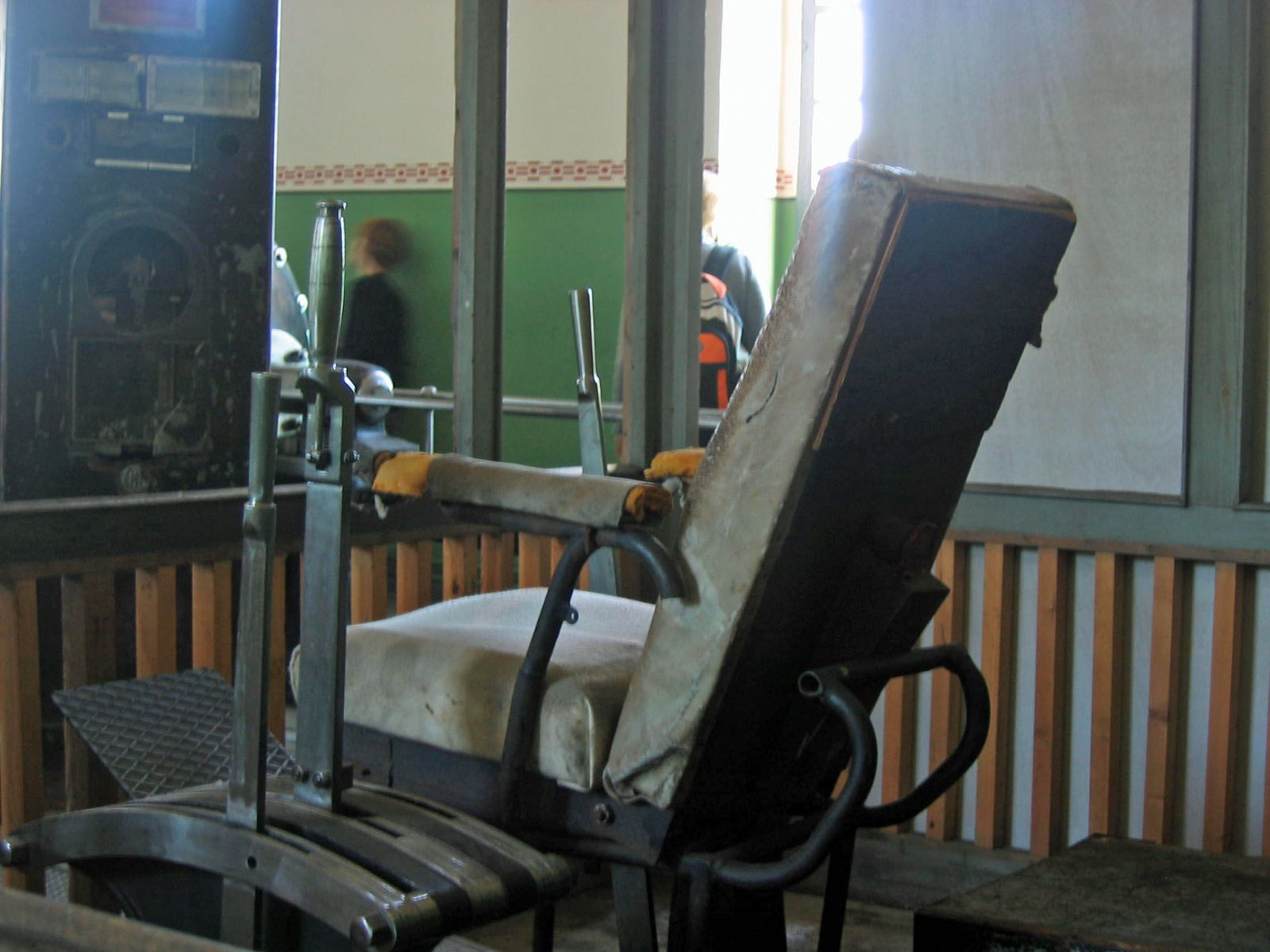
Arbeitsplatz des Fördermaschinisten

Am 14. Juni 1847 wurden dem Rittergutsbesitzer Karl Richard vom Hymmen in Kaiserswerth und dem Kaufmann Julius Möller in Elberfeld die Schürferlaubnis in der Landgemeinde Hordel erteilt. Eine Probebohrung mit dem Bohrturm Sechs Brüder auf dem Gelände des Landwirts Schulte-Schünen genannt Ahmann erreichte in 92 Metern Tiefe das Steinkohlengebirge. Die politischen Bedingungen unterbrachen zunächst weitere Mutungstätigkeiten. An einem weiteren Bohrturm Sechs Schwestern stieß man am 29. Dezember 1854 wieder auf Steinkohle. In den Jahren 1854/1855 wurde für die Felder Sechs Brüder, Wupperthal, Anton Ernst und Sechs Schwestern die Konzession erteilt. Die Größe des Feldes betrug 4,16 Quadratkilometer. 1856 kaufte die Hannoversche Bergwerksgesellschaft Hostmann & Co. AG die Berechtsame für das Grubenfeld. Am 1. März 1857 wurde mit dem Abteufen des Schachts Karl (Schacht 1) begonnen. Vier Monate später begannen die Teufarbeiten für den 50 Meter südlicher gelegenen Schacht 2, der den Namen Christian (später Hermann) erhielt. Die Abteufarbeiten wurden durch Wassereinbrüche und finanzielle Probleme begleitet. Die Familie Hostmann musste das Grubenfeld 1860 an die Hannoversche Bergwerksgesellschaft Böstighaus & Co. verkaufen. Aber auch dieser Gesellschaft mangelte es an Kapital, die hohen Investitionen für die Errichtung der Zeche durchzustehen. Die Gesellschaft wurde 1868 nach einem ergebnislosen Versteigerungsversuch für 30.000 Taler und Schuldenübernahme von 317.000 Talern verkauft. Die Hannoversche Bergwerksgesellschaft zu Bochum übernahm sämtliche Kuxe.
In den Jahren 1859 und 1860 wurde bei dem Abteufen der Schächte 1 und 2 das Steinkohlengebirge erreicht. Über den Schächten entstanden zwei wuchtige Malakow-Türme mit einem dazwischen liegenden Maschinenhaus für die beiden Fördermaschinen. Der Schacht 1 erreichte 1870 bei 162 Meter Teufe die erste Bausohle, und eine regelmäßige Förderung kam zustande. Der Deutsch-Französische Krieg 1870/1871 brachte einen wirtschaftlichen Aufschwung, so dass die Zeche erstmals Gewinn erwirtschaftete.

## Übernahme der Zeche durch Alfred Krupp (1872–1899)
Am 27. Juni 1872 wurde die noch wenig bedeutende Zeche von Alfred Krupp zu einem Preis von 5.649.000 Mark erworben und ausgebaut. Die Schächte wurden bis 304 Meter Tiefe geteuft, wobei sie in der Mergelzone mit Tübbings ausgekleidet wurden. Über Tage wurden die Waschkaue, die Verladebrücke und die Werkstätten ausgebaut. Es wurde eine Gasbeleuchtung eingerichtet und eine Wasserleitung verlegt.
Auf dem Gebiet der Gemeinde Günnigfeld begannen am 13. Oktober 1873 die Abteufarbeiten für die Schächte 3 und 4. Im Folgejahr wurde das Steinkohlengebirge erreicht. Die erste Zechenkolonie wurde 1874 an der Friedrichstraße in Eickel errichtet; 1872–77 entstand die Kolonie an der Derfflingerstraße.
Die Zeit von 1873 bis 1887 war durch die Gründerkrise, d. h. durch wirtschaftlichen Niedergang und starken Rückgang der Kohlepreise gekennzeichnet. Aufgrund der gesicherten Kohlenabnahme durch Krupp wirkte sich die Entwicklung nicht so drastisch auf die wirtschaftliche Situation der Zeche Hannover aus. Im Jahr 1876 wurde die Streckenförderung von der 161-m-Sohle zur 234-m-Sohle verlegt.
Im Untertagebetrieb änderte man die Kohlengewinnung vom streichenden Pfeilerbau zum schwebenden Pfeilerbau. 1881 wurde der Bergeversatz eingeführt, um die Oberflächensenkungen zu reduzieren.
Eine bedeutende Innovation bei der Ausführung der Förderanlage ging von Bergwerksdirektor Carl Friedrich Koepe aus. Am Schacht 2 wurde 1878 die Seilführung geändert. Das Förderseil wurde um die Treibscheibe herumgeführt und über eine zweite Seilscheibe in den Schacht zurückgeführt. Es war als Endlosseil angeordnet. Es wurden zwei Förderkörbe angehängt, die an versetzten Spurlatten geführt wurden. Die Anordnung der Förderkörbe war so gewählt, dass einer der Körbe in Höhe der tiefsten Fördersohle hing während der andere sich in Höhe der Hängebank befand. Durch das frei hängende Unterseil wurde das Gewicht des Förderseils kompensiert. Die Fördermaschine musste nur noch das Drehmoment der unterschiedlichen Beladung der Körbe ausgleichen. Mit dieser Ausführung wurde der Seilverschleiß und damit auch das Risiko eines Seilbruchs erheblich verringert. Diese Seilanordnung wurde nach ihrem Erfinder Koepe-Förderung genannt.
Im Jahre 1888 wurde die Fördermaschine auf Schacht 2 ersetzt. Basierend auf einem Vorschlag von Carl Friedrich Koepe wurde die Maschine im Schachtturm aufgestellt. Die Dampffördermaschine hatte einen Zylinderdurchmesser von 980 und 1440 mm bei einem Zylinderhub von 1570 mm. Die Maschine war für eine Dampfdruck von 4,5 atü konzipiert. Es wurde zunächst von der 384-m-Sohle gefördert mit einer maximalen Geschwindigkeit des Förderkorbes von 13 m/s. Der Korb konnte auf 3 Böden 6 Förderwagen aufnehmen. Die Maschine war 40 Jahre bis zum Ende der 1920er Jahre im Einsatz und wurde dann verschrottet.
Hannover war 1892 im Oberbergamtsbezirk Dortmund die erste Zeche, die eine Streckenförderung mit Seilbahnen einrichtete, die die Pferdeförderung ersetzte. Im selben Jahr wurde die Leistungsfähigkeit der Förderanlagen auf Schacht 1 wesentlich erhöht. Es wurde eine stärkere Compound-Dampffördermaschine eingebaut und die Abzugsvorrichtungen am Füllort wurden verbessert. Die Förderschichtleistung des Schachtes wurde so von 400 auf 750 t erhöht. Als Maßnahme gegen Kohlenstaubexplosionen wurde zu der Zeit die Berieselung der Grubenbaue eingeführt.
Die Zechenverwaltung kaufte 1891 das Rittergut Dahlhausen mit 469 Morgen Land und weitere neun Höfe. Hier wurde eine Wohnbebauung vorgesehen.

## Vereinigung der Zechen Hannover und Hannibal (1899–1918)
Nachdem auch die benachbarte Zeche Hannibal von Krupp übernommen war, wurden die beiden Zechen 1899 vereinigt. 1905 wurde mit dem Abteufen des Schachtes 5 neben den Schächten 1/2 begonnen, der im Mai 1908 mit zwei Förderungen fertiggestellt wurde. Im gleichen Monat wurde auch die neue Kohlenwäsche auf der Anlage 1/2 in Betrieb genommen, die die alte Wäsche aus dem Jahr 1878 ersetzte. Der erhöhte Dampfbedarf wurde durch eine neue Kesselanlage gedeckt. Bis 1907 wurde elektrischer Strom nur in geringem Umfang erzeugt und ausschließlich für die Beleuchtung verwendet. Als Energiequelle stand ansonsten nur der Dampf zur Verfügung. Auch die Wasserhaltung unter Tage erfolgte durch Dampfmaschinen. Druckluft stand nicht zur Verfügung.
Im Kraftwerk 1 wurde nach der Errichtung 1907 auch Koksofengas-Generatoren aufgebaut, die Strom lieferten. Das Kraftwerk wurde an das Stromnetz der Rheinisch-Westfälischen Elektrizitätswerke angeschlossen, um daraus bei Betriebsstörungen Strom beziehen zu können. Die Koksofengas-Generatoren bewährten sich allerdings nicht und wurden durch Dampf-Turbogeneratoren ersetzt. Da nunmehr elektrische Energie zur Verfügung stand, wurde auf der 515-m-Sohle eine zentrale Wasserhaltung mit sechs elektrischen Kreiselpumpen mit einer Leistung von je 30 m³/min eingebaut.
1905 begann man mit dem Bau einer Siedlung mit 715 Beamten- und Arbeiterwohnungen in der Siedlung Dahlhauser Heide auf dem Gelände des früheren Rittergutes Dahlhausen. Dazu gehörte ein großzügig bemessener Saalbau. Die Häuser wurden im Gartenstadtstil – teilweise mit Fachwerkgiebel – errichtet. Die Bauten für Beamten- und Arbeiterwohnungen wurden voneinander getrennt angelegt. Die Arbeiterfamilien wohnten in Doppelhaushälften mit Anbauten für Ställe, die eine Kleinviehhaltung und somit eine teilweise Selbstversorgung ermöglichten.
Die Zeche Hannibal teufte von 1901 bis 1903 den Schacht 3 und von Mai 1914 bis Mai 1915 den Schacht 4 ab. Vor dem Ersten Weltkrieg erfuhren die Zechen einen großen Aufschwung. Zu Beginn des Krieges wurden viele qualifizierte Bergleute zum Militär eingezogen; die Verluste konnten aber in der Folge ausgeglichen werden. Es bestand ein riesiger Bedarf an Kohle und Koks für die Rüstungsproduktion.

## Weimarer Republik bis Zerstörungen im Zweiten Weltkrieg (1918–1945)

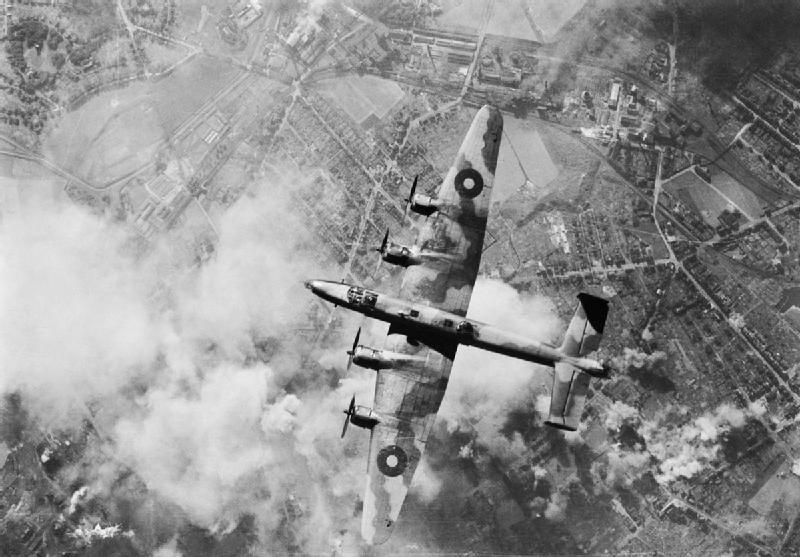
Ein Tagesangriff am 12. Oktober 1944. Über dem Flügel des Flugzeugs ist die Zeche Hannover und links oben die Siedlung Dahlhauser Heide, die Kläranlage und das Zwangsarbeiterlager der Zeche Hannover zu erkennen.

Nach dem Krieg beeinträchtigten die unruhigen politischen Verhältnisse, Inflation und die Besetzung des Ruhrgebietes 1923 die Produktion. Während der Besetzung wurde passiver Widerstand ausgeübt; alle Betriebe wurden bestreikt. Nur zwingend notwendige Arbeiten zur Aufrechterhaltung der Betriebsfähigkeit wurden durchgeführt. Infolge des Krieges wurde die Arbeitszeit von 8½ Stunden unter Tage einschließlich Ein- und Ausfahrt auf 7 Stunden verkürzt. Die Förderquoten gingen zurück und es gab Lohnauseinandersetzungen.
Als Folge des wirtschaftlichen Niedergangs erfuhren die Zechen einen erheblichen Absatzrückgang und mussten Bergleute entlassen. Von den etwa 9000 Beschäftigten verblieben bis zum Oktober 1932 noch 2769. Daher fasste die Werksleitung 1932 den Entschluss, die Förderungen auf dem Bergwerk Hannover-Hannibal zusammenzufassen; auf Hannibal 2 war sie bereits 1926 eingestellt worden. Nach umfangreichen Vorarbeiten unter Tage wurde am 28. Februar 1932 auch die Förderung auf der Schachtanlage Hannover 3/4 in Günnigfeld aufgegeben. Die beiden Schächte dienten weiter der Bewetterung. Schacht 3 und 4 hatten eine Endteufe von 615 Metern, Schacht 6 von 950 Metern erreicht. Hannover 1/2 wurde als Förderstandort ausgebaut. Die Hauptförderung übernahm zunächst Schacht 5.
Der Bedarf an elektrischer Energie hatte sich zu Beginn des 20. Jahrhunderts deutlich erhöht. So wurde 1921 ein neues Kraftwerk auf Hannover 1/2 errichtet, das das alte Kraftwerk ersetzte. Es wurden zunächst 24 Zweiflammrohrkessel aufgestellt, die schon bald durch vier Steilrohrkessel mit einer Dampfleistung von je 10 t/h abgelöst wurden. Für die Stromerzeugung standen drei Turbogeneratoren mit insgesamt 13 MW zur Verfügung. Im Jahre 1921 wurde das elektrische Geleucht eingeführt, das die Benzinsicherheitslampe ersetzte.
In den Jahren 1929/31 wurde auf Hannover der Transport unter Tage von Seilbahn auf Diesellokomotiven umgestellt.
Nach 1933 erfolgten größere Modernisierungen; auf Hannover 1/2 wurde eine neue Verladung errichtet und die Kohlenwäsche wurde so umgebaut, dass Gas- und Fettkohle getrennt gewaschen werden konnten. Der Schacht 2 wurde in der Folge umgebaut und bis zur 950-m-Sohle vertieft; die Abteufarbeiten wurden am 15. Dezember 1938 abgeschlossen. Ein Jahr später wurde der Malakow-Turm über Schacht 2, der aus Ziegelsteinmauerwerk mit Wandstärken von 2,50 Meter bestand, abgerissen. Das neue Schachtgebäude mit der Turmförderanlage konnte erst nach dem Zweiten Weltkrieg in Betrieb genommen werden.
Die Kohlensieberei- und verladung wurde 1936 mit vier Kreiselwippern ausgerüstet, die über einen Wagenumlauf an die Förderschächte 2 und 5 angeschlossen waren. Die Kohlenwäsche wurde in den Jahren 1938/39 umgebaut und modernisiert. Der Durchsatz wurde auf 400 t/h erhöht.
Eine Schlagwetterexplosion auf der Schachtanlage 1/2/5 am 23. September 1939 forderte 20 Tote und 19 Bergleute wurden verletzt. In der Folge entstand ein Grubenbrand, so dass ganze Abteilungen abgemauert werden mussten, um die Sauerstoffzuführung zum Brandherd zu unterbrechen.
Eine weitere Innovation war im August 1942 der erstmalige Einsatz eines Kohlenhobels im Ruhrbergbau. Der Anstoß kam vom Werksdirektor Bergassessor Lange. Der von der Gewerkschaft Eisenhütte Westfalia in Altlünen gefertigte Schnellhauer war bis zur Kriegszerstörung der Zeche Hannibal im Flöz Präsident ohne Unterbrechung im Einsatz. Der Kohlenhobel wird über Seile und Winden in der einen Richtung am Kohlenstoß entlang gezogen und die Kohle wird abgeschält. Beim Zurückfahren des Hobels wird die Gasse von der Kohle gesäubert, und die Kohle wird über eine Rampe auf das Fördermittel geschoben. Nach einem Durchlauf wird der Hobel durch hydraulische Stempel wieder an den Kohlenstoß gedrückt. Der Ausbau des Strebs in den 1940er Jahren erfolgte noch mit Holz.
Vorher wurde im Wesentlichen der pneumatische Abbauhammer zur Kohlengewinnung eingesetzt, der Ursache von Erkrankungen der Bergleute war. Neben der Erhöhung der Schichtleistung wurde als Argument für die Verwendung des Hobels eine Arbeitserleichterung und Erhaltung der Arbeitskraft des Hauers genannt.
Beim Auffahren der Richtstrecke zwischen den beiden Schachtanlagen der Zeche Hannover auf der 950-m-Sohle führte zu einem erheblichen Wassereinfall, und Teile der Zeche wurden bis auf eine Teufe von 850 m überflutet.
Im Krieg waren bis zu 2000 Zwangsarbeiter auf der Schachtanlage tätig. Ein größeres Lager war in dem Bereich "An den Klärbrunnen". Noch bis Mitte 1944 konnte die Förderung der Zechen Hannover-Hannibal im Wesentlichen aufrechterhalten werden. Auf die Schachtanlagen wurden 31 Luftangriffe geflogen, wobei 500 Spreng- und 5000 Brandbomben die Tagesanlagen trafen. Schwer getroffen wurden die Zechen bei den Luftangriffen am 25. Juli und am 18. November 1944. Die Zeche Hannibal war nahezu vollständig zerstört worden und Hannover wurde schwer beschädigt. Auf der Anlage Hannibal kam wegen der völlig zerstörten Tagesanlagen die Förderung von November 1944 bis Juni 1945 zum Erliegen. Nur die Hilfsförderung auf Hannibal 4 war noch betriebsbereit, während die anderen vier Fördermaschinen auf Schacht 1, 2 und 3 schwer oder ganz zerstört waren. Von den 28 Dampfkesseln konnten nach dem Krieg nur vier kurzzeitig wieder in Betrieb genommen werden. Auf Hannover 1/2 war das erst 1940 errichtete Wohnheim für Berglehrlinge und das Haus der Grubenrettung vollständig zerstört worden. Das Mauerwerk von Schacht Hannibal 1 wurde durch unkontrolliert einströmendes Wasser ausgewaschen. Um die Standfestigkeit des benachbarten Schacht 5 zu sichern, wurde Schacht 1 bis zu einer Teufe von 400 Meter verfüllt und anschließend wurde der Schacht bis zur 750-Meter-Sohle erneut abgeteuft. Die Kriegsschäden betrugen 47 Millionen Reichsmark.
Am 10. April wurde Bochum von den amerikanischen Truppen besetzt und die Zechen wurden unter amerikanische Aufsicht gestellt, die bis 1948 währte.

## Nachkriegszeit und Wiederaufbau (1945–1953)
Die beiden Hochdruckdampfkessel in dem Kraftwerk Hannover und die Dampf- und Druckluftversorgung wurden als erste Maßnahme wieder instand gesetzt. Weiterhin wurde die südliche Förderung von Schacht Hannover 5 wieder aufgebaut und die Schäden am Grubenlüfter Schacht Hannover 1 wurden behoben.
Bereits am 13. April 1945 konnte die Batterie II der Kokerei Hannover wieder angefahren werden und die Abgabe von Kokereigas an die Stadt Wanne-Eickel konnte am 22. September 1945 wieder aufgenommen werden. Auf der Anlage Hannibal wurden an 19 Flammrohrkesseln die Kriegsschäden beseitigt, um die Dampfversorgung für die Fördermaschinen und Druckluftkompressoren zu sichern. Die Kokerei Hannibal wurde jedoch wegen der vollständigen Zerstörung nicht mehr wieder aufgebaut.
Am 18. Dezember 1947 wurde die in den Kriegsjahren nicht realisierte Vierseilförderung erstmals in der Welt am Schacht Hannover 2 in Betrieb genommen. Die neue Fördereinrichtung wurde zukunftsweisend für eine Endteufe von 1400 Meter ausgelegt, bei einer Nutzlast des Korbes von 12 Tonnen. Im Falle einer Einseilausführung war ein Seildurchmesser von 90 mm berechnet worden. Man befürchtete, diesen Seildurchmesser nicht mehr handhaben zu können. Gefährliche Drallkräfte wurden befürchtet, die zu einer starken Reibung zwischen Korbführung und Spurlatten führen und deren schnellen Verschleiß bewirken könnten. Daher entstand die Innovation, die Kräfte auf mehrere Seile zu übertragen. Darüber hinaus konnte man nun auf eine Fangvorrichtung für den Förderkorb verzichten, da bei dem Bruch eines Seils die verbliebenen Seile immer noch ausreichend dimensioniert sind, um den Korb zu halten. Führend bei dieser Entwicklung war der Direktor des Bergwerks Gewerkschaft Rossenray, Oberingenieur Otto Wülfing.
Im Jahr 1947 waren die gravierendsten Kriegsschäden auf der Anlage Hannover 1/2/5 und Hannover 3/4 beseitigt. Der dritte, im Krieg nicht mehr zu Ende gebaute Hochdruckkessel des Kraftwerkes Hannover wurde in Betrieb genommen. Ende 1947 konnte die Batterie 1 der Kokerei angeheizt werden.
Auf der Schachtanlage Hannibal wurden Hochdruckverdichter aufgestellt, die einen Enddruck von 200 bar erreichten und für die Versorgung der Speicher der Druckluftlokomotiven unter Tage vorgesehen waren. Mit ausreichender Kapazität an Hochdruckluft wurde unter Tage der Lokomotivantrieb von Dieselkraftstoff auf Druckluft umgestellt. Ferner wurde eine neue Waschkaue mit Magazin und Lampenstube auf der Anlage Hannibal errichtet.
1949 wurde auf Hannover die 950-m-Sohle hergerichtet und der Schacht 2 vorübergehend für die weitere Teufung außer Betrieb genommen. Im Kraftwerk Hannover wurde ein vierter Hochdruckdampfkessel (80 t/h bei 84 bar) angefahren. Im Anschluss konnten die alten und unwirtschaftlich gewordenen vier Steilrohrkessel stillgelegt werden. 1951 wurden die Feuerungen der Kessel VII und VIII von Rostfeuerung (Martin-Roste) auf Staubfeuerung mit flüssigem Schlackeabzug umgebaut.
Die Grubengleisnetze von Hannover und Hannibal hatten verschiedene Spurweiten. Nach langer Planung und im Rahmen der Wiederinbetriebnahme von Schacht Hannibal 1 mit zugehörigem Wagenumlauf erfolgte 1949 die Anpassung der Spurweiten. Auf der Anlage Hannibal wurde ein elektrisch angetriebener Turboverdichter für die Druckluftversorgung aufgestellt, so dass die alten dampfangetriebenen Verdichter nur noch als Reserveaggregate genutzt wurden.
Die Kokerei Hannover wurde 1949 weiter ausgebaut und als Zentralkokerei geführt. Im Jahr 1950 konnte am Schacht 2 (Vierseilförderung) die Förderung von der 950-m-Sohle aufgenommen werden. An der Riemker Straße wurde eine moderne Landabsatzstelle in Betrieb genommen.
In der Zeit des Wiederaufbaus wurden die Zechen weiter von dem Direktor Fritz Lange geführt, dessen Stelle später Erich Ricken übernahm.
In die Nachkriegszeit fällt insbesondere die Errichtung von Wohnraum. 1952 wurde am Bahnhof Wanne-Eickel-Süd an der Magdeburger Straße ein Gesundheitshaus für die Werksangehörigen gebaut.
1952 wurden von dem Kraftwerk Hannover Ferndampfleitungen nach Hannover 3/4 und Hannibal verlegt, so dass die alten Kesselhäuser stillgelegt werden konnten. Auf der Schachtanlage Hannibal II wurde die Lehrwerkstatt wieder aufgebaut und ein größeres Werkstattgebäude errichtet.

## Gründung des Steinkohlenbergwerks Hannover-Hannibal AG (1954–1967)

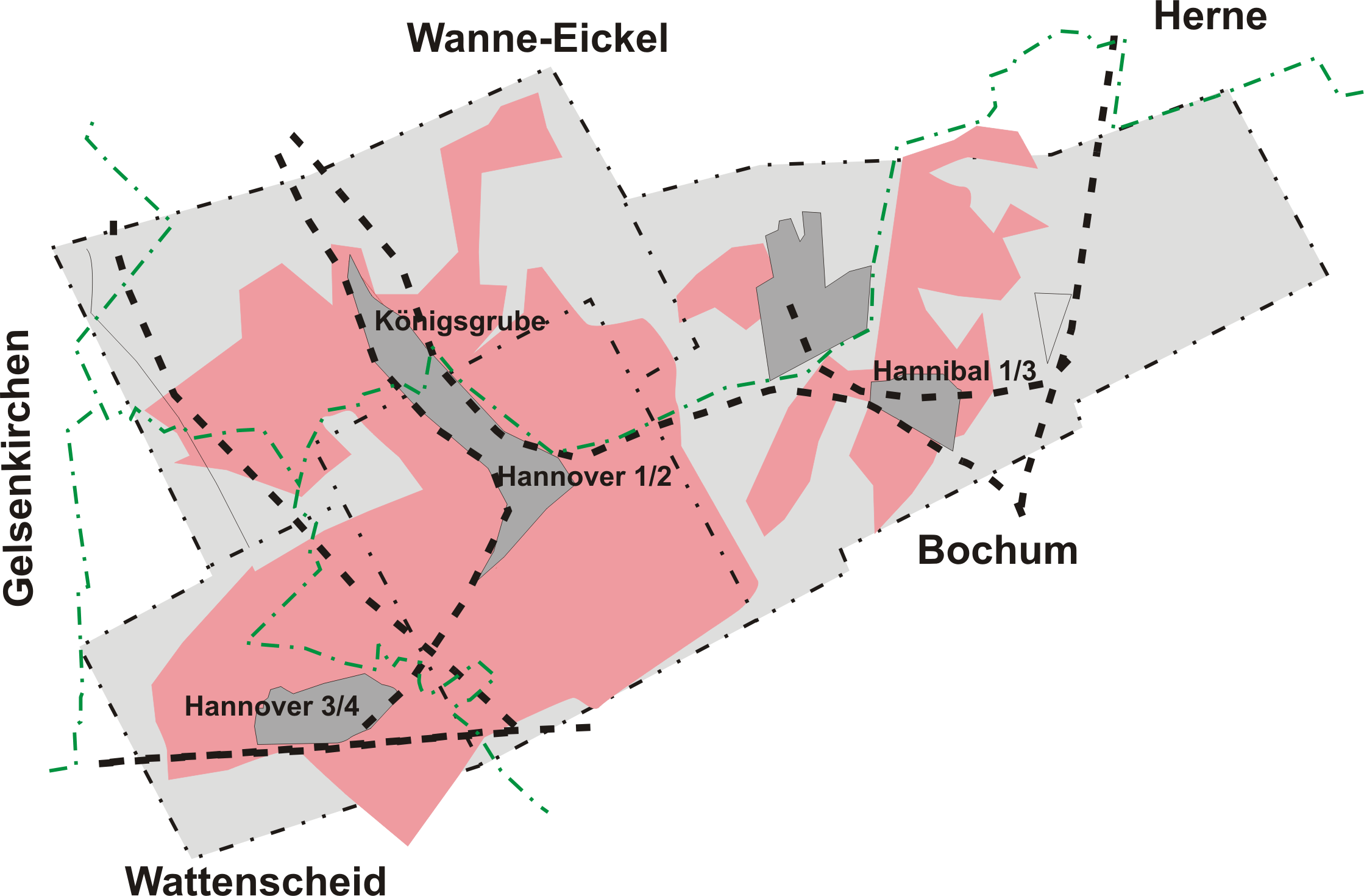
Grubenfeld der Zeche Hannover-Hannibal nach der Angliederung der Zeche Königsgrube

Im Rahmen der Entflechtung der deutschen Industrie durch Anordnung der Alliierten wurde am 16. Februar 1953 das Steinkohlenbergwerk Hannover-Hannibal AG gegründet. Die Zeche Königsgrube grenzte direkt an die Felder der Schachtanlage Hannover-Hannibal und die Tagesanlage von Hannover 1/2/5 und der Königsgrube lagen direkt nebeneinander. Eigentümer der Zeche Königsgrube war die Deutsche Erdöl AG in Hamburg, die auch die Schachtanlage Bismarck besaß. Die Tagesanlagen der Zeche Königsgrube waren nach dem Krieg veraltet und eine Modernisierung hätte einen hohen Aufwand bedeutet. Daher war die Deutsche Erdöl-AG interessiert, die Schachtanlage zu verkaufen. Das Steinkohlenbergwerk Hannover-Hannibal AG kaufte die Zeche Königsgrube für 21,1 Mill. DM. Der Ankauf war sehr interessant, da die Altfelder von Hannibal und Hannover teilweise bis in größere Teufen abgebaut waren, während die Zeche Königsgrube noch über eine abbauwürdigen Kohlenvorrat von 80 Mill. Tonnen bis zu einer Teufe von 1200 Meter verfügte. Somit konnte der Gesamtvorrat nach dem Zusammenschluss verdoppelt werden. Die Felder der Zeche Königsgrube wiesen vor dem Abbau einen Kohlenvorrat von 40 t/m² Oberfläche auf; dies liegt weit über dem Ruhrgebietsdurchschnitt. Die Grubenfelder der verbundenen Schachtanlagen wiesen eine Fläche von 11,3 km² auf. Im Untertagebetrieb wurde 1955 auf der 750-m-Sohle ein Querschlag von Hannover zur Königsgrube aufgefahren.
Auf dem Schacht Gustav der Zeche Königsgrube wurden fortan nur noch die in den oberen Schichten abgebauten Kohlen gefördert. Dies war die Gasflammkohle und Gaskohle, die auf der 150-m- und 250-m-Sohle abgebaut wurde und über Tage zur Aufbereitung zur Zeche Hannover transportiert wurde. Die hier geförderte Kohle war stark mit dem Gebirge verwachsen und wies einen hohen Bergeanteil auf. Die in größerer Teufe abgebaute Kohle wurde zum Niveau des Querschlag auf der 750-m-Sohle abgewendelt und über den Schacht Hannover 5 zu Tage gefördert. In den tiefer liegenden Flözen von Hannover und Hannibal wurde Mitte der 1950er Jahre Fettkohle und teilweise sogar Esskohle abgebaut. Nach der Vereinigung war es das wirtschaftliche Ziel der Bergwerksleitung, die Förderung und Aufbereitung auf der Anlage Hannover 1/2/5 zu zentralisieren und langfristig eine gemeinsame Abbausohle in allen Feldern zu erreichen. Die geplante 1150-m-Sohle ist allerdings nicht mehr aufgefahren worden.
Im Jahr 1955 fand ein großer Flächentausch mit der Stadt Bochum statt. Die Kohlenvorräte im östlichen Feld der Zeche Hannibal im Bereich des Sammelbahnhofs Riemke waren bereits stark abgebaut, während im nordöstlichen Bereich (Lage des ehemaligen Gutes Nosthausen) im Bereich der 2. und 6. östlichen Abteilung noch erhebliche Kohlenvorräte anstanden. Durch den Flächentausch konnte dort eine weitere Besiedelung verhindert werden, so dass das Risiko größerer Bergschäden mit hohen Folgekosten abgewendet werden konnte. Die Steinkohlenbergwerk Hannover-Hannibal AG verfügte somit über einen Flächenbesitz von 510 ha (212 ha bebaut, 298 ha unbebaute Fläche). Im Bereich der Hannover und Königsgruber Felder wurden auch Kupfervorkommen gemutet, deren Schürfrechte als Felder Primus 1 und 3 vom Oberbergamt Dortmund an das Bergwerksunternehmen verliehen worden sind. Ein Abbau der Kupfervorräte hat allerdings nicht stattgefunden.
Ende der 1950er Jahre erfolgte durch das Abteufen einiger Blindschächte eine bessere Anbindung der Sohlen. Je nach Feldesteil erfolgte der Abbau in flachen und steil gelagerten Flözen. 1954 wurde auf der Zeche die Untergurtförderung eingeführt. Ab 1957 wurden ein wandernder hydraulischer Ausbau in den Abbaubetrieben eingesetzt. In den oberflächennahen Abbaubetrieben der Zechen Königsgrube konnte kein Bruchbau wegen zu erwartender Bergschäden ausgeführt werden. Es wurden Versatzberge über den Schacht Gustav nach unter Tage gebracht und 1954 wurde eine Bergebrechanlage auf der ersten Sohle aufgestellt. Das Versatzmaterial wurde mittels Blasversatz in den Alten Mann befördert.
Über Tage wurden die Schachtanlagen ausgebaut; in Hordel wurde ein zweites Verwaltungsgebäude errichtet und 1957 auf der Schachtanlage Hannibal die Markenkontrolle erneuert sowie der stark kriegsbeschädigte Koksturm als Kohlenbunker wieder hergerichtet.
Am 1. Mai 1959 wurde die Fünf-Tage-Woche eingeführt; die Untertageschichtleistung betrug zu diesem Zeitpunkt 1971 kg/Mann. Die Jahreskapazität der Kokerei von 580.000 t wurde bis 1957 ausgenutzt. Durch den Einsatz der fettreichen Kohle der Königsgrube konnte der Austrag der Kohlenwertstoffe erhöht werden.
In den Jahren 1953/54 war nach dem Aufschwung der ersten Nachkriegszeit ein Absatzrückgang für Kohlen und Koks mit Anstieg der Haldenkapazitäten feststellbar, der aber in den Folgejahren wieder ausgeglichen wurde, als der dann einsetzende Arbeitskräftemangel die Förderung auf etwa 7000 Tonnen pro Tag begrenzte. Jedoch führte die Kohlenkrise 1958 zu einem Rückgang der Kokserzeugung. Als Anpassungsmaßnahme wurden Feierschichten angesetzt, die Belegschaft wurde um 400 Mitarbeiter reduziert.
Ab 1964 wurde auch die Förderung der Zeche Hannibal übernommen. 1965 wurde eine Förderung von 1,8 Millionen Tonnen erreicht.

## Zusammenschluss der Krupp-Zechen zum Bergwerk Bochum und Stilllegung (1967–1973)
Im Zuge der Rationalisierung und Reduzierung der Förderquoten wurde die Förderung der Kruppzechen auf dem Schacht Hannover 2 konzentriert. In den Schacht wurde eine Skipförderung mit 24-t-Gefäßen eingebaut. Im Jahr 1967 übernahm dann Schacht Hannover 2 die gesamte Förderung der Zechen Hannover, Hannibal, Königsgrube, Vereinigte Constantin der Große und Mont Cenis, die unter dem Namen Bergwerk Bochum zusammengefasst wurden. An dem Förderstandort wurden die Tagesanlagen sowie die Waschkaue erweitert.
1969 wurden auch die Kruppzechen in die Ruhrkohle AG eingebracht. Im Rahmen der Rücknahme der Kohlenförderung wurde im Januar 1971 beschlossen, das Bergwerk Bochum 1973 stillzulegen. Die beiden Günnigfelder Schächte Hannover 3 und 4, die noch der Bewetterung dienten, wurden bereits 1972 verfüllt. Am 31. März 1973 wurde das Bergwerk unter der Leitung von Erich Ricken als letzter Bochumer Förderstandort stillgelegt.
Der Erhalt des Malakowturms mit eingezogenem Schachtgerüst aus dem Jahr 1873 über dem Schacht Hannover 3 stand noch zur Disposition; allerdings konnten die Befürworter den Erhalt nicht durchsetzen. Der Förderturm wurde 1975/76 abgerissen. Von der Anlage Hannover 3/4/6 sind keine baulichen Einrichtungen erhalten. Einzig die Zufahrtsstraße aus Kopfsteinpflaster besteht noch.
Ursprünglich sollten die Anlagen und Gebäude auf der Anlage Hannover 1/2/5 ganz abgerissen werden. Dem Erhalt der Zwillingsdampffördermaschine aus dem Jahr 1878 an dem Schacht 1 ist es zu verdanken, dass dieser Teil der Schachtanlage sowie das Lüftergebäude erhalten und restauriert wurden. Im Gegenzug wurde der Erhalt des Malakowturms über dem Schacht Hannibal 2 aus finanziellen Erwägungen aufgegeben und der Turm wurde 1978/79 abgebrochen.

## Heutiger Zustand
Der erhaltene Teil der Zechenanlagen wird als Museum genutzt.
Der Malakow-Turm über Schacht I und das Maschinenhaus sind erhalten. Das Grubenlüftergebäude wird als Cafeteria genutzt. Neben dem Gebäude stehen zwei Diffusoren, über die die Abwetter vom Grubenlüfter in die Atmosphäre geleitet wurden.
Höhepunkte eines Besuchs im LWL-Industriemuseum sind der Malakow-Turm, der begangen werden kann, und die Dampfmaschine mit Treibscheibenförderung von 1893. Die Fördermaschine wurde restauriert und kann mit einem Elektromotor in Gang gesetzt werden. Sie ist die älteste am Originalstandort erhaltene Dampfmaschine des Steinkohlenbergbaus im Ruhrgebiet. Im Maschinenhaus zeigt das LWL-Industriemuseum während der Sommeröffnungszeiten Ausstellungen.
Ein Ensemble von drei privat gebauten Siedlungshäusern aus den 1890er Jahren konnte vom LWL-Industriemuseum erhalten werden und wird in das Museum der Zeche Hannover einbezogen. Die Häuser „Am Rübenkamp“ 4, 6 und 8 verfügten ursprünglich über je 131 Quadratmeter Wohnraum und boten Platz für vier bis fünf Wohnungen. Ein Haus ist heute annähernd im Originalzustand von 1890/91 erhalten. Die anderen wiesen nach dem Zweiten Weltkrieg einen hohen Schadensgrad auf und wurden beim Wiederaufbau 1949/50 teilweise verändert. Seit 1997 sind die drei Gebäude ein eingetragenes Denkmal und stehen heute im Besitz des Landschaftsverbandes Westfalen-Lippe.
Auf dem Museumsgelände hat der Landschaftsverband Westfalen-Lippe (LWL) als Museumsträger 2001 das Kinderbergwerk „Zeche Knirps“ eröffnet, dessen „Schacht“ auf dem Standort des ehemaligen Schachtes 5 steht. In Teamarbeit lernen Kindergruppen hier, wie ein Bergwerk funktioniert.
Die Zeche Hannover ist Spielort der ExtraSchicht und Teil der Route der Industriekultur. Alle zwei Jahre findet auf dem Zechengelände das Dampftreffen Dampf-Festival im Ruhrgebiet statt, bei dem straßengebundene Dampffahrzeuge aus mehreren europäischen Ländern unter Dampf präsentiert wurden.

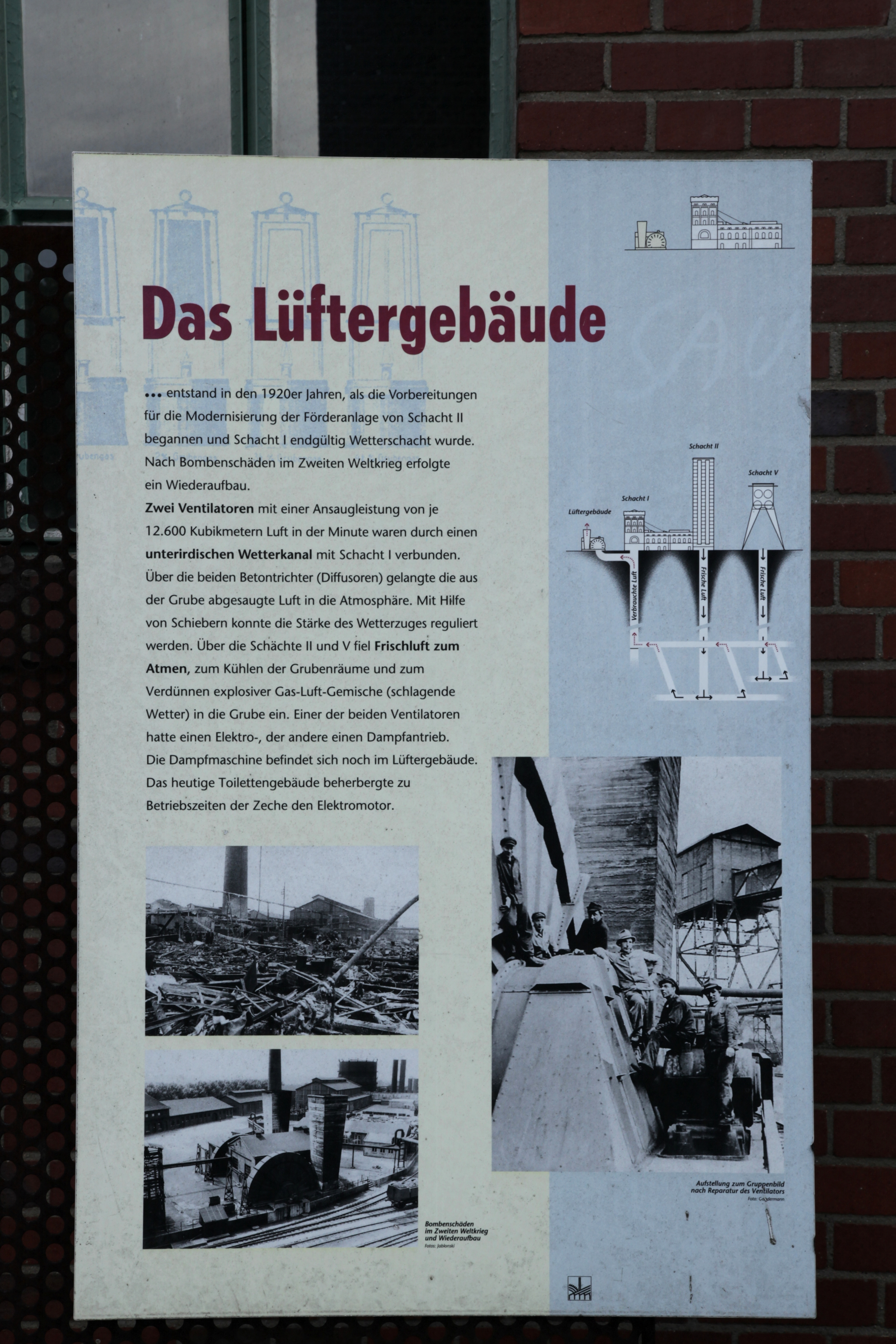
Infotafel
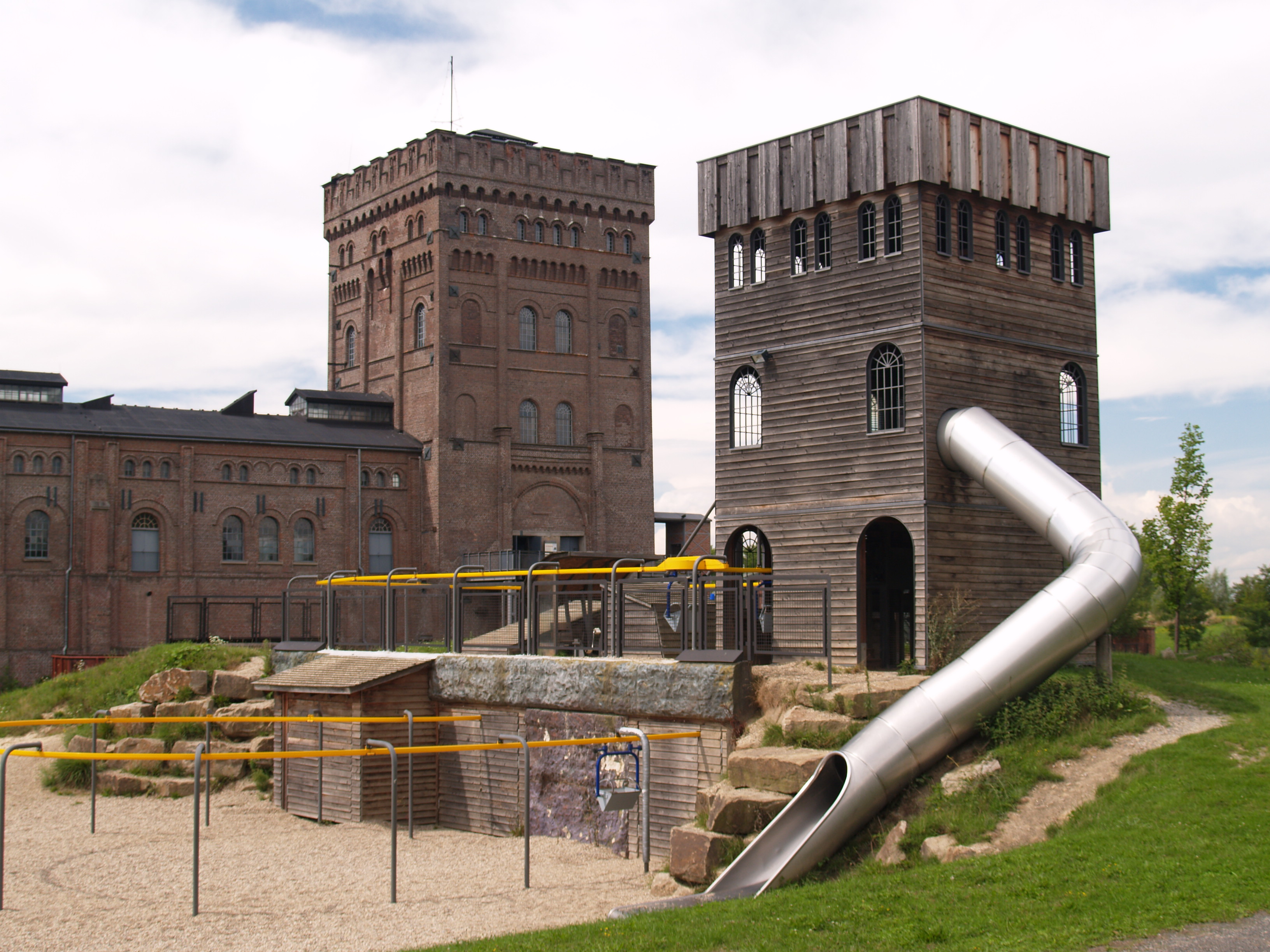
Zeche mit Spielplatz „Zeche Knirps“
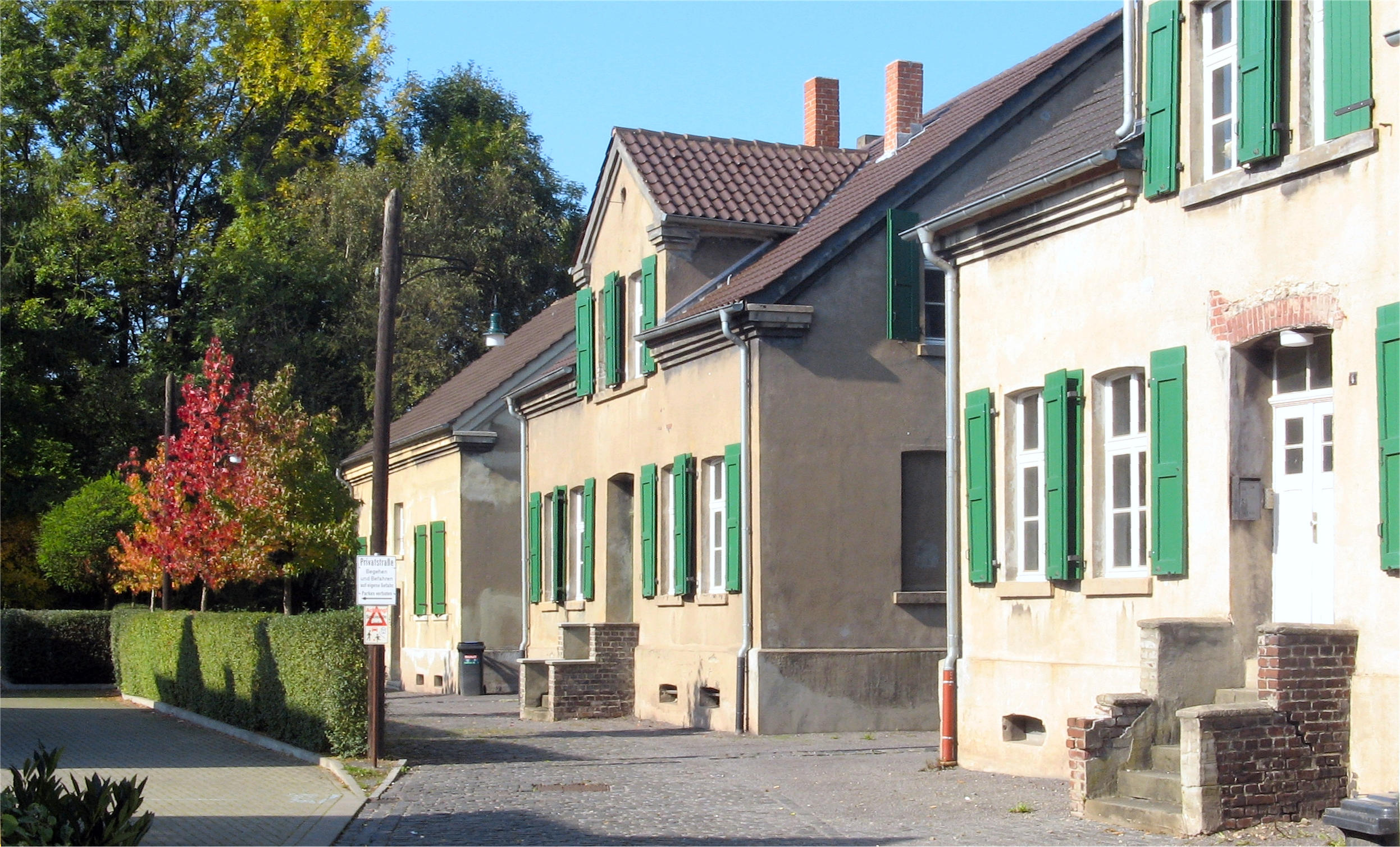
Häuser „Am Rübenkamp“
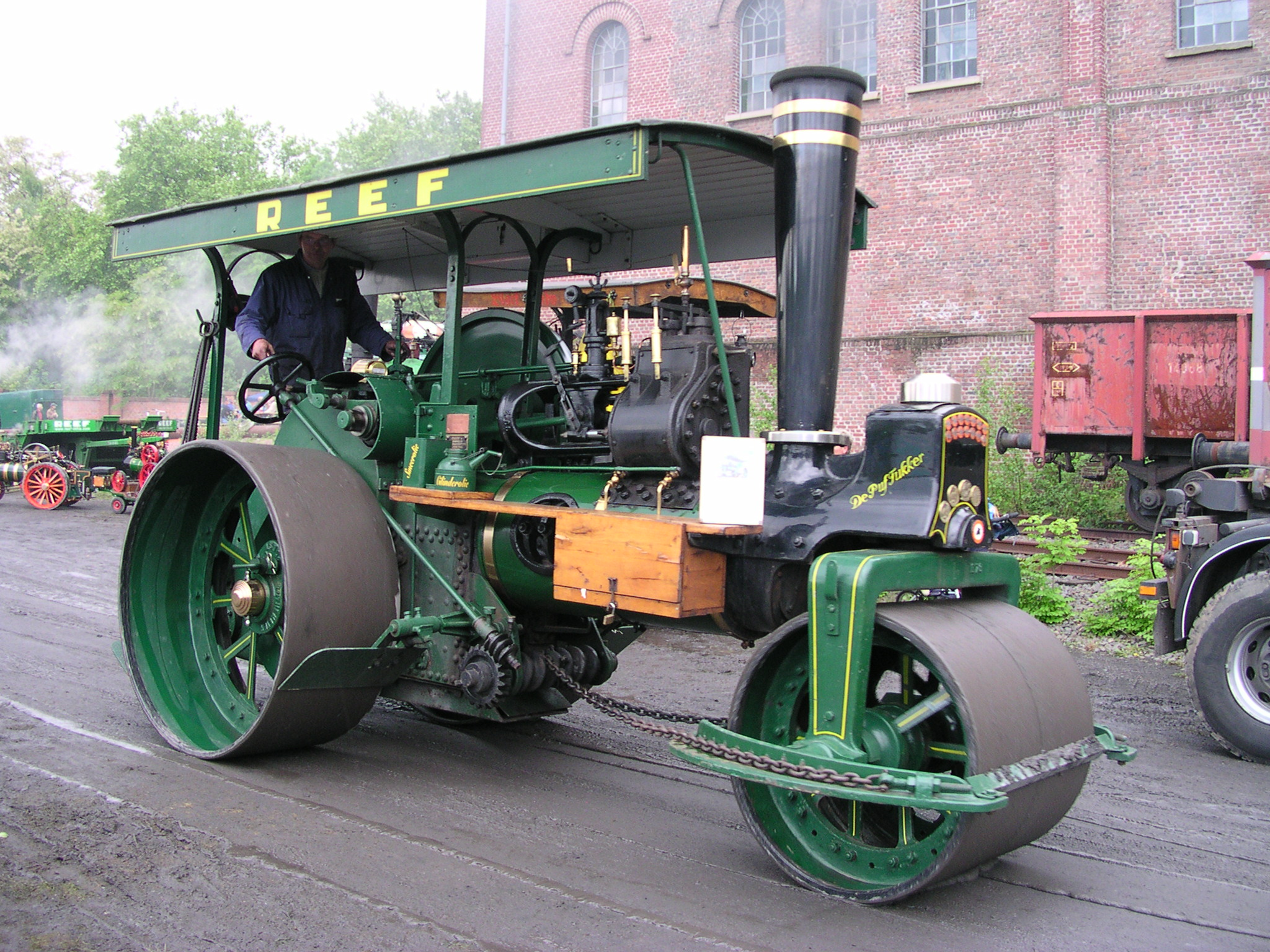
Dampffestival 2007
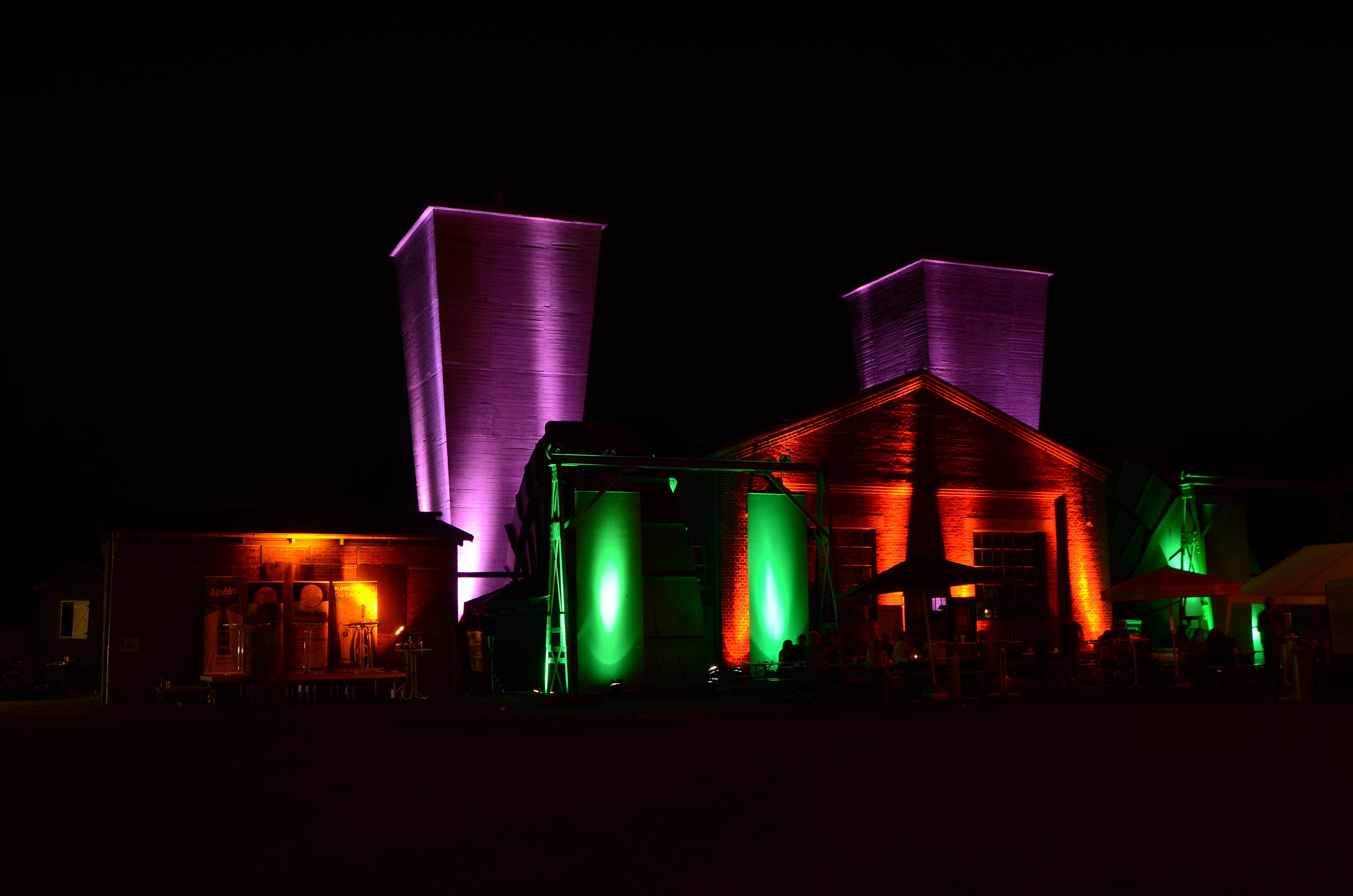
ExtraSchicht 2013

## Lage der Schächte
Schächte in Hordel:
- Schacht 1: 51° 30′ 16,7″ N, 7° 9′ 54,3″ O
- Schacht 2: 51° 30′ 14,9″ N, 7° 9′ 54,9″ O
- Schacht 5: 51° 30′ 15,6″ N, 7° 9′ 58,9″ O

Schächte in Günnigfeld:
- Schacht 3: 51° 29′ 38,06″ N, 7° 9′ 10,87″ O
- Schacht 4: 51° 29′ 38,4″ N, 7° 9′ 12,6″ O
- Schacht 6: 51° 29′ 39″ N, 7° 9′ 9,2″ O

Schächte in Hofstede:
- siehe Zeche Hannibal

## Anschlussgleis und künftiger Rad- und Fußweg
Ein Anschlussgleis lief von Wanne-Eickel Hauptbahnhof im Norden über die Zeche Hannover und (an der roten Brücke 4) unter der Erzbahntrasse hindurch bis zur Rheinischen Bahn – dem künftigen Radschnellweg Ruhr (RS1) – im Süden, wo es sich einfädelte (Teilabschnitt der ehemaligen Güterbahnstrecke Gelsenkirchen–Wanne-Eickel). Die Streckenlänge auf Bochumer Stadtgebiet beträgt etwa 2 km, auf Herner Stadtgebiet etwa 3 km. Die Gleisanlagen sind teilweise überwuchert. Im Juni 2023 beschloss der Ausschuss für Mobilität und Infrastruktur der Stadt Bochum, die Verwaltung damit zu beauftragen, die Strecke als Fuß- und Radwegeverbindung als Bestandteil des Bahntrassenkonzeptes zu entwickeln. Die Flurstücke der Hannoverbahn gehören der Deutschen Bahn. Die Verwaltung verhandelt bereits mit der DB über den Kauf der Trasse. Das Grünflächenamt der Stadt meinte dazu: "Es ist nicht zwingend erforderlich, dass ein Ausbau der ehemaligen Bahntrassen durch den RVR erfolgt. Dies kann die Stadt Bochum ebenso selbst machen. Derzeit besteht die Absicht der Stadt Bochum, die Strecke bei entsprechender Flächenverfügbarkeit in Eigenregie auszubauen." Die Brücke über den Hüller Bach und die Hüller-Bach-Straße ist noch vorhanden, diejenige über die Blücherstraße müsste möglicherweise erneuert werden. Teile der Trasse werden schon jetzt von Fußgängern genutzt. Auch an die inzwischen stillgelegte Salzbahn war die Zeche Hannover angeschlossen.